# Ante Miše
Ante Miše (ur. 14 sierpnia 1967 w Vukovarze) – chorwacki piłkarz, występujący na pozycji prawego pomocnika. Posługuje się językiem chorwackim, niderlandzkim oraz słoweńskim.

## Kariera w liczbach
| Sezon   | Klub                | Kraj       | Rozgrywki                             | Mecze | Bramki |
| ------- | ------------------- | ---------- | ------------------------------------- | ----- | ------ |
| 1985/86 | Hajduk Split        | Jugosławia | 1. liga Jugosławii                    | 14    | 2      |
| 1986/87 | Hajduk Split        | Jugosławia | 1. liga Jugosławii                    | 0     | 0      |
| 1987/88 | Hajduk Split        | Jugosławia | 1. liga Jugosławii                    | 11    | 0      |
| 1988/89 | Hajduk Split        | Jugosławia | 1. liga Jugosławii                    | 4     | 0      |
| 1989/90 | FK Borac Banja Luka | Jugosławia | 1. liga Jugosławii                    | 28    | 4      |
| 1990/91 | Hajduk Split        | Jugosławia | 1. liga Jugosławii                    | 27    | 1      |
| 1991/92 | Hajduk Split        | Chorwacja  | Prva HNL                              | 17    | 6      |
| 1992/93 | Hajduk Split        | Chorwacja  | Prva HNL                              | 19    | 2      |
| 1993/94 | Hajduk Split        | Chorwacja  | Prva HNL                              | 28    | 7      |
| 1994/95 | SBV Vitesse         | Holandia   | Eredivisie                            | 21    | 1      |
| 1995/96 | SBV Vitesse         | Holandia   | Eredivisie                            | 9     | 0      |
| 1996/97 | SBV Vitesse         | Holandia   | Eredivisie                            | 10    | 0      |
| 1997/98 | Hajduk Split        | Chorwacja  | Prva HNL                              | 19    | 0      |
| 1998/99 | Hajduk Split        | Chorwacja  | Prva HNL                              | 0     | 0      |
| 1999/00 | Hajduk Split        | Chorwacja  | Prva HNL                              | 12    | 0      |
| 2000/01 | Hajduk Split        | Chorwacja  | Prva HNL                              | 26    | 0      |
| 2001/02 | Hajduk Split        | Chorwacja  | Prva HNL                              | 15    | 0      |
| 2002/03 | Hajduk Split        | Chorwacja  | Prva HNL                              | 15    | 0      |
| 2003/04 | Hajduk Split        | Chorwacja  | Prva HNL                              | 2     | 0      |
| 2003/04 | Mura Murska Sobota  | Słowenia   | Prva Liga Telekom Slovenije           | 11    | 0      |
| 2004/05 | Mura Murska Sobota  | Słowenia   | Prva Liga Telekom Slovenije           | 17    | 1      |
|         |                     |            | Łącznie w 1. lidze Jugosławii         | 84    | 7      |
|         |                     |            | Łącznie w Prva HNL                    | 64    | 15     |
|         |                     |            | Łącznie w Eredivisie                  | 40    | 1      |
|         |                     |            | Łącznie w Prva Liga Telekom Slovenije | 28    | 1      |

## Kariera reprezentacyjna
W reprezentacji Chorwacji zadebiutował 20 kwietnia 1994 w rozgrywanym w Bratysławie meczu z reprezentacją Słowacji, gdzie Chorwaci doznali sromotnej klęski przegrywając 1:4. Ostatni raz Miše wystąpił w reprezentacji swojego kraju 6 czerwca 1998 w Zagrzebiu, w meczu przeciwko Australii, którzy Chorwaci wygrali aż 7:0.
- 1. 20 kwietnia 1994 Bratysława,  Słowacja –  Chorwacja 4:1
- 2. 9 października 1994 Zagrzeb,  Chorwacja –  Litwa 2:0
- 3. 16 listopada 1994 Palermo,  Włochy –  Chorwacja 1:2
- 4. 8 października 1995 Split,  Chorwacja –  Włochy 1:1
- 5. 22 kwietnia 1998 Osijek,  Chorwacja –  Polska 4:1
- 6. 29 maja 1998 Pula,  Chorwacja –  Słowacja 1:2
- 7. 6 czerwca 1998 Zagrzeb,  Chorwacja –  Australia 7:0

## Sukcesy i statystyki
- Puchar Jugosławii w sezonie 1986/1987 wraz z Hajdukiem Split
- mistrzostwo Chorwacji w sezonie 1991/1992 wraz z Hajdukiem Split
- wicemistrzostwo i Puchar Chorwacji w sezonie 1992/1993 wraz z Hajdukiem Split
- mistrzostwo i Superpuchar Chorwacji w sezonie 1993/1994 wraz z Hajdukiem Split
- wicemistrzostwo Chorwacji w sezonie 1997/1998 wraz z Hajdukiem Split
- wicemistrzostwo i Puchar Chorwacji w sezonie 1999/2000 wraz z Hajdukiem Split
- wicemistrzostwo Chorwacji w sezonie 2001/2002 wraz z Hajdukiem Split
- wicemistrzostwo i Puchar Chorwacji w sezonie 2002/2003 wraz z Hajdukiem Split
- mistrzostwo Chorwacji w sezonie 2003/2004 wraz z Hajdukiem Split